# ميتسوبيشي زيرو
ميتسوبيشي زيرو (باليابانية:零式艦上戦闘機؛ طائرة مقاتلة طراز صفر) مقاتلة يابانية طويلة المدى استخدمت خلال الحرب العالمية الثانية من قبل القوات الجوية الإمبراطورية اليابانية، يتألف طاقم الطائرة من طيار واحدة وهي مسلحة بأربعة رشاشات كما يمكنها حمل قنبلتين زنة 60 كجم. سُميت بـ"صفر" لأن الصفر كان الرقم الأخير من السنة الإمبراطورية 2600 الموافق ل 1940م.
كانت الطائرة زيرو تُعتبر المقاتلة الأكثر قدرة والأكثر تطورًا كمقاتلة لحاملات الطائرات في العالم عندما دخلت الخدمة في بداية الحرب العالمية الثانية، حيث كانت تجمع بين القدرة الممتازة على المناورة والمدى الطويل جدًا. كما استخدمتها القوات الجوية للبحرية الإمبراطورية اليابانية بشكل متكرر كمُقاتلة للجيش على البر.
في العمليات القتالية المبكرة للحرب، اكتسبت الصفر سمعة باعتبارها مقاتلة قتال جوي ممتازة، محققة نسبة قتل رائعة تبلغ 12 إلى 1، ولكن بحلول منتصف عام 1942، بعد أسر إحدى طائرات الصفر وتحليل نقاط ضعفها، أدي مزيج من التكتيكات الجديدة وإدخال معدات أفضل طياري الحلفاء من الإشتباك مع المقاتلة صفر على قدم المساواة. بحلول عام 1943، كانت الصفر أقل فعالية ضد مقاتلات الحلفاء الجدد. افتقرت الطائرة صفر إلى التعزيز الهيدروليكي للجُنيحات والدفة، مما يجعل من الصعب المناورة بالطائرة بسرعات عالية. بحلول عام 1944، مع اقتراب مقاتلات الحلفاء من مستويات متقاربة للمناورة مع الطائرة صفر وتجاوزها لقوتها النارية ودروعها وسرعتها، أصبحت الطائرة صفر قديمة إلى حد كبير كطائرة مقاتلة وغير فعالة.
نظرًا بسبب التأخير في التصميم وصعوبات الإنتاج أعاق تقديم نماذج للطائرات أحدث، فقد استمرت الطائرة صفر في العمل في الخطوط الأمامية حتى نهاية الحرب في المحيط الهادئ. خلال المراحل النهائية، تم تحويل الطائرة أيضًا للاستخدام في العمليات الانتحارية (كاميكازي). أنتجت اليابان الطائرة صفر أكثر من أي طراز آخر من الطائرات المقاتلة خلال الحرب.

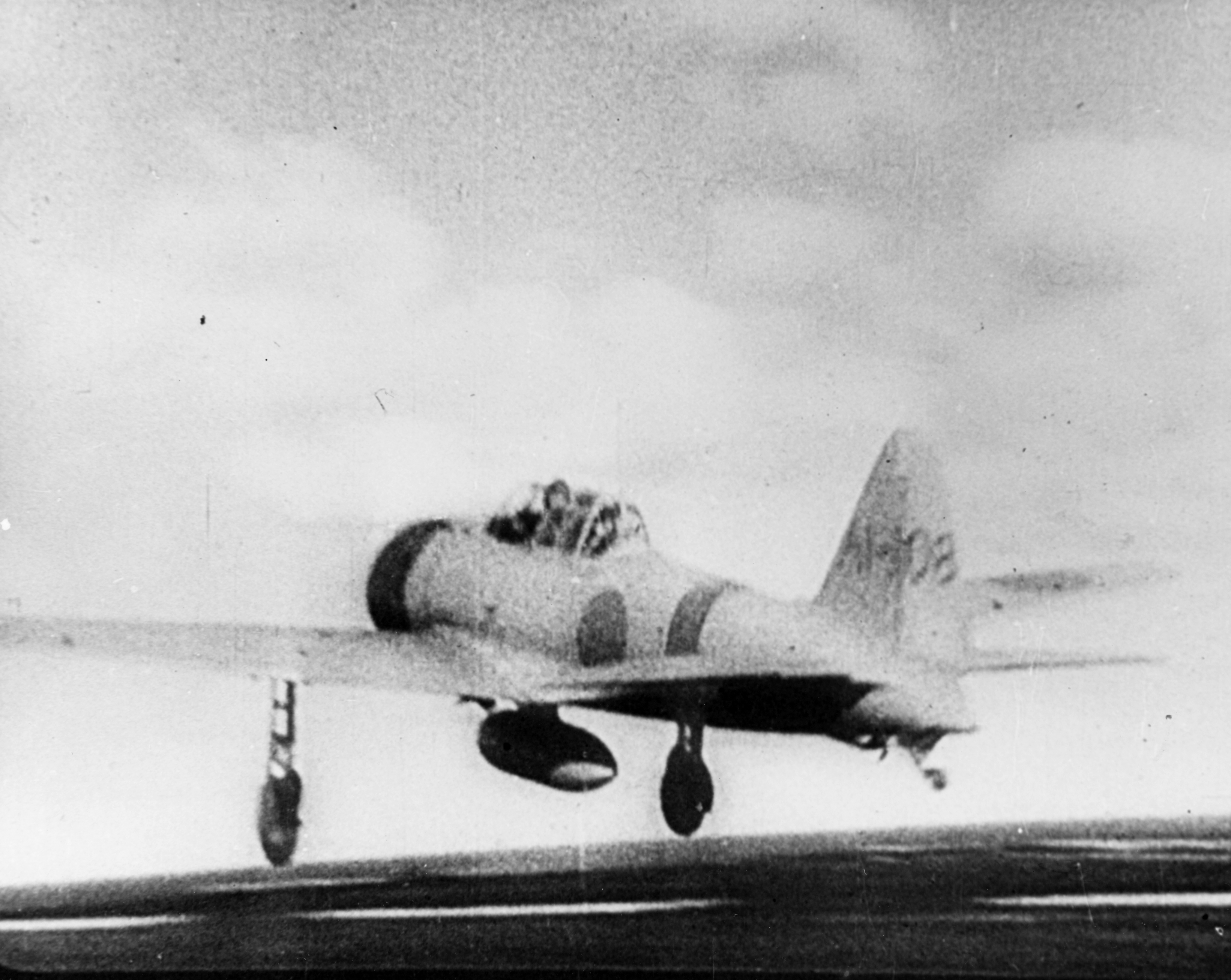
طائرة ميتسوبيشي A6M2 "زيرو" موديل 21 تقلع من حاملة الطائرات أكاجي لمهاجمة بيرل هاربر.

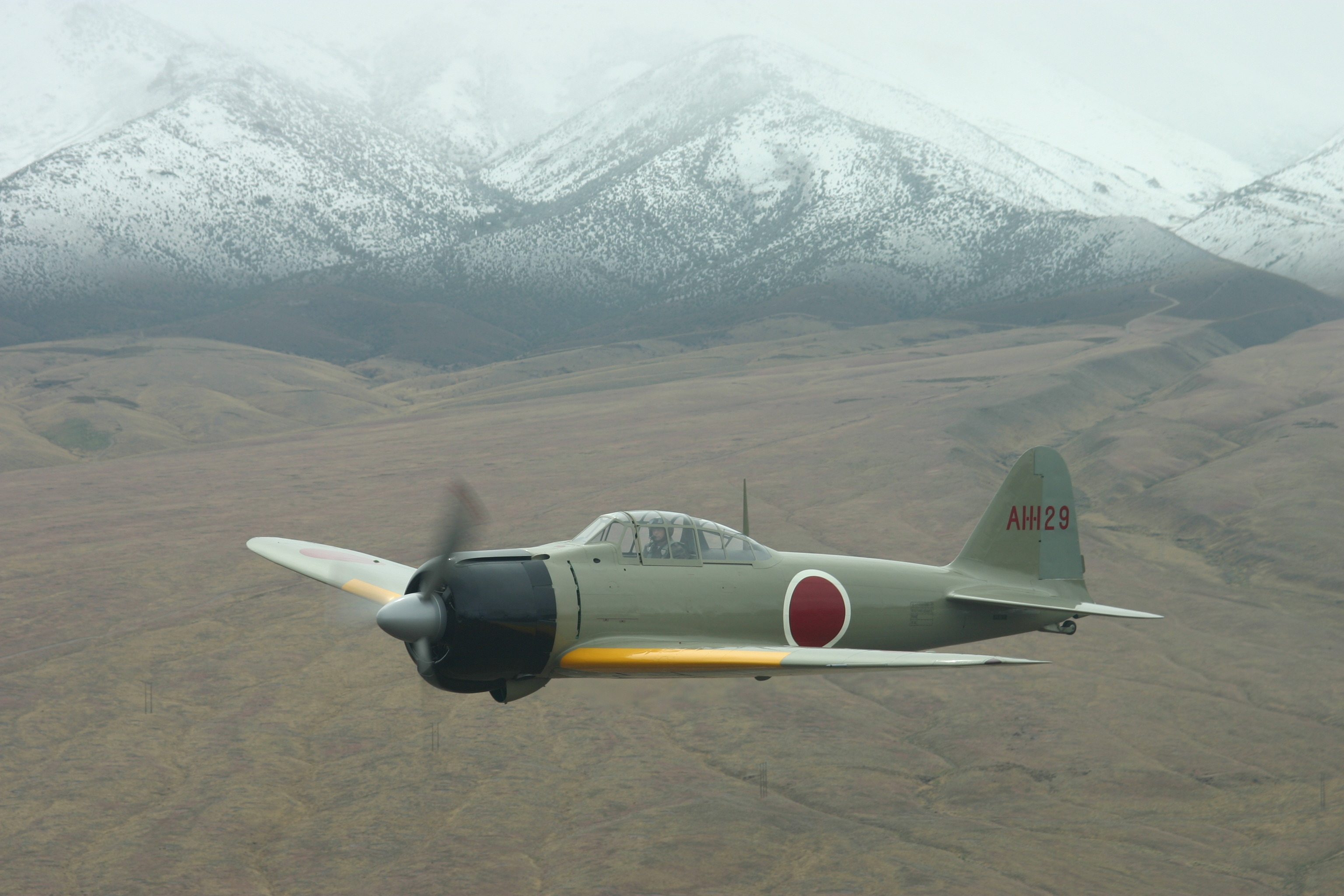
صورة لطائرة صفر، طراز A6M2 عام 2004م